# Temple d'Isis (Florence)
Le Temple d'Isis de Florence (en italien : Tempio de Iside) était  situé dans l'ancienne ville antique de Florentia, dans Florence, en Toscane,.
Il était situé près du Palazzo Vecchio et Palazzo Gondi, à côté du Borgo dei Greci (it).

## Historique
Cette zone de la ville romaine était située juste à l'extérieur des fortifications de Florence, qui passaient à quelques mètres le long de l'actuelle via del Proconsolo et via dei Gondi, tandis qu'à la place du Palazzo Vecchio se trouvait le théâtre romain de Florence, dont certains vestiges ont été fouillé dans une campagne archéologique récente.
Jusqu'à récemment, il n'existait que de vagues informations sur le temple, qui remonte au IIe siècle apr. J.-C., mais grâce à une campagne archéologique entre octobre et décembre 2008, de nombreux vestiges ont été découverts, même si la zone fouillée était relativement petite (6 × 3 m). Dans l’état actuel, trois niveaux ont été identifiés :
- L'un du XIIIe siècle, relatif à la Chiesa di San Fiorenzo (it),
- L'un concerne un cimetière du début du Moyen Âge (restes de dix personnes, enfants et adultes, de classe non noble dans des tombes séparées par des décombres et de la maçonnerie),
- L'un du IIe siècle apr. J.-C.

Dans ce dernier niveau, des pièces architecturales, des colonnes torsadées, des chapiteaux corinthiens et des sols en marbre blanc et polychrome (marbre de Carrare, marbre cipolin et marbre serpentin) ont été fouillés. Les fragments de colonnes en particulier ressemblent beaucoup à des matériaux similaires trouvés dans la région en 1772 (deux colonnes torsadées et deux bases votives avec des dédicaces à la déesse Isis), lors de la fondation d'une partie du complexe de San Firenze , et aujourd'hui conservés au Musée archéologique national de Florence. L'identification avec le temple d'Isis est très probable, mais encore à l'étude.
L'attribution du temple est certaine, en raison des nombreuses dédicaces, et diverses décorations architecturales sont connues, mais le plan est encore inconnu.

## Galerie

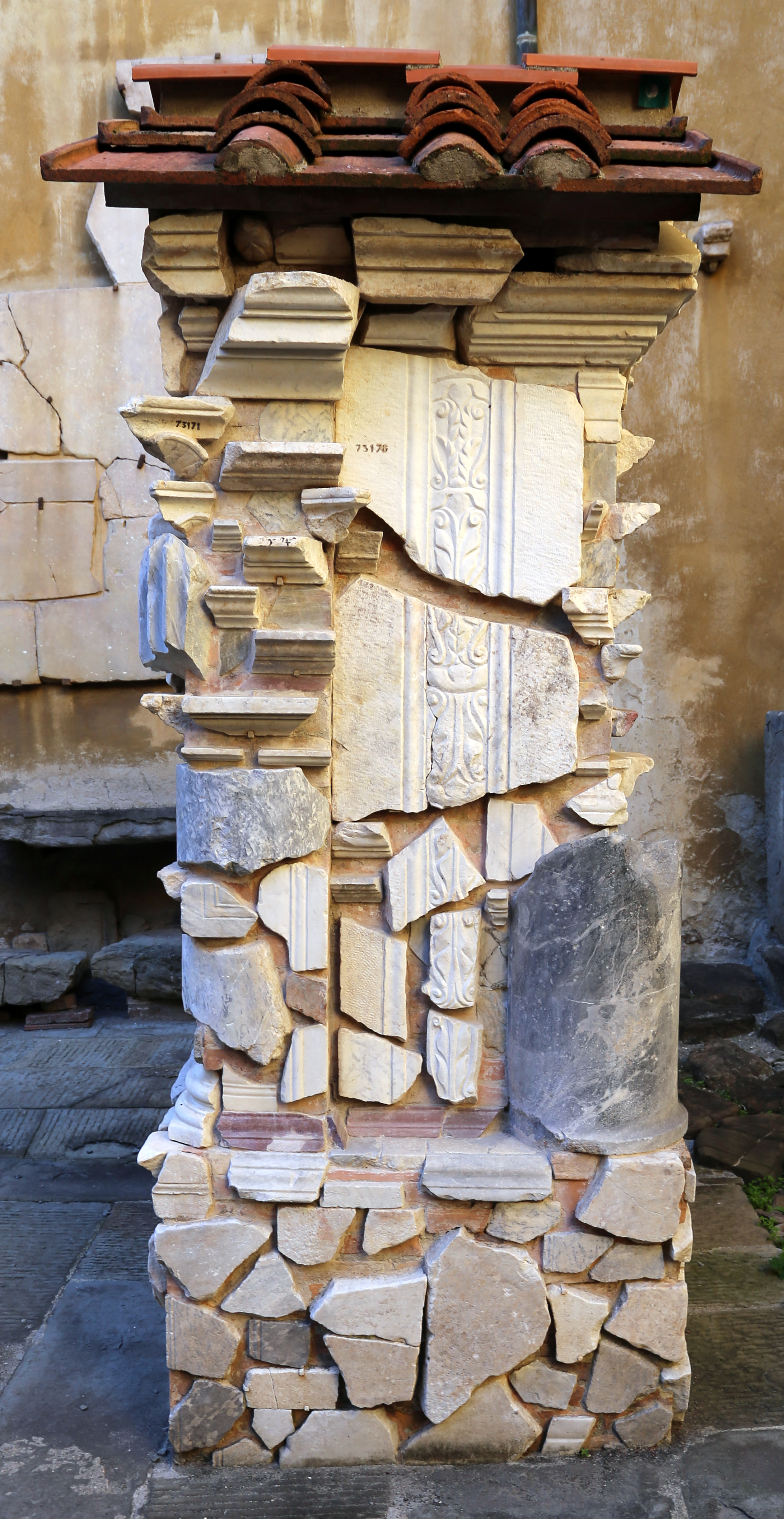
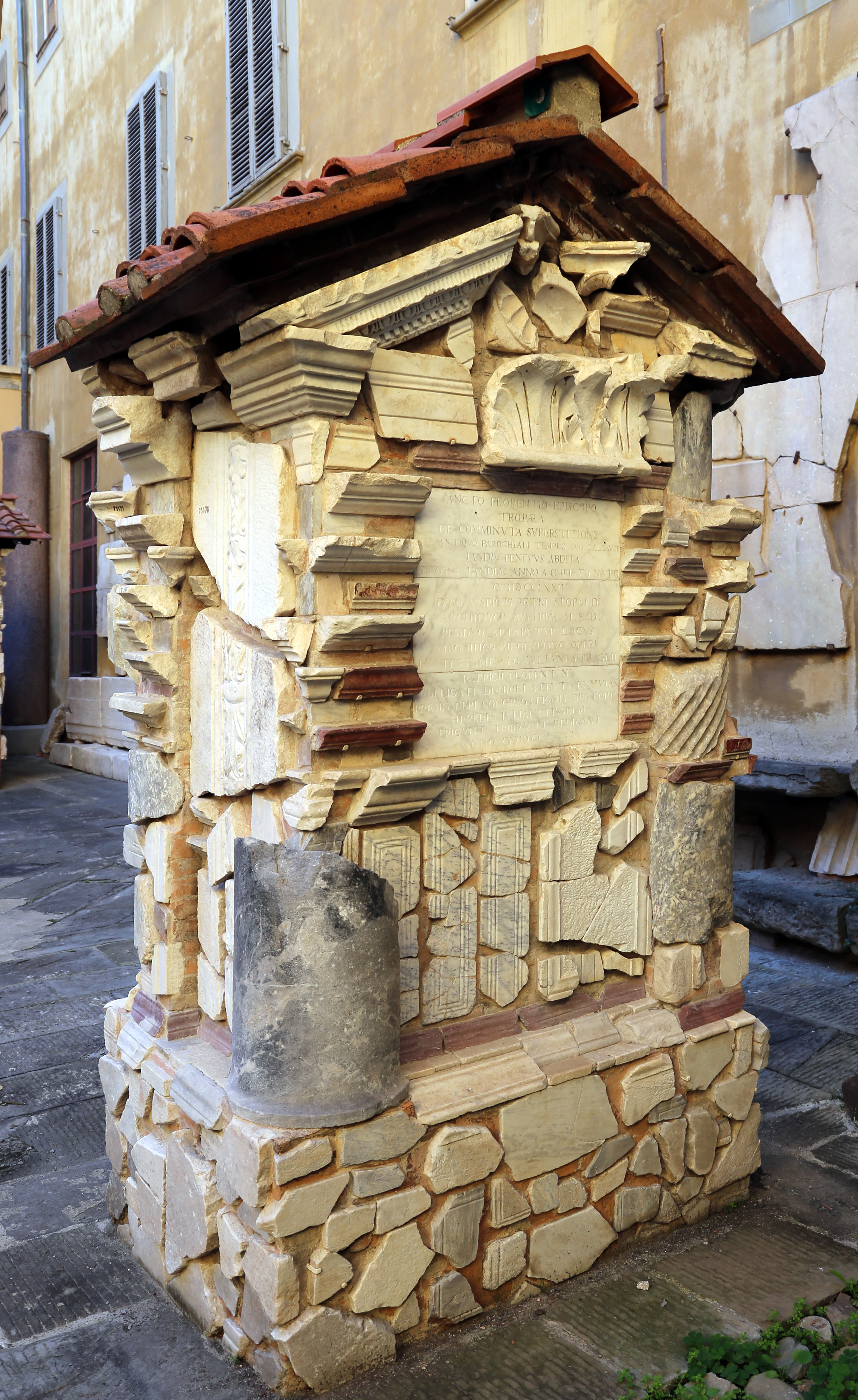